# Jorge Quintana
Jorge Luis Quintana García Godos (Jesús María, 6 de julio de 1969) es un abogado y político peruano. Fue alcalde del distrito de Jesús María en el periodo 2019-2022.

## Biografía
Nació en el Distrito de Jesús María, ubicado en la ciudad de Lima, el 6 de julio de 1969.
Es abogado graduado por la Universidad de San Martín de Porres. Ha realizado estudios de maestría en Gestión Estratégica Empresarial, se ha desempeñado como docente de la facultad de Derecho de la USMP.

## Gestión privada y pública
Ha sido gerente general en el Instituto Nacional de Infraestructura Educativa y de Salud (INFES). Gerente de Servicios al Comercio Exterior en la Asociación de Exportadores (ADEX). Asesor de la Comisión de Vivienda y Construcción del Congreso de la República del Perú y director de Cooperación Internacional del Ministerio de Vivienda del Perú

## Carrera política
Es militante del partido Acción Popular desde 1984, más de 38 años. En 2014 postuló por primera vez a la Alcaldía de Jesús María en las elecciones municipales de 2014. En el año 2016 fue secretario distrital de Jesús María del partido desde 2016 hasta el 2018 y luego postuló al Congreso de la República.

### Alcalde de Jesús María
Fue electo alcalde de Jesús María en las elecciones municipales de 2018, donde postuló por Acción Popular, ganando por amplio margen a su contendor más cercano obteniendo el 43.6 % de la votación.

#### Obras principales
- Recuperación de la avenida Gregorio Escobedo.[2]
- Recuperación de la avenida Av. Mariátegui.[3]
- Recuperación del Jirón Canterac.[4]
- Recuperación de la avenida San Felipe.[4]
- Recuperación de la avenida Arnaldo Márquez.[5]
- Implementación del programa Jesús María Ecosostenible: Acción verde, Residuo Cero, prácticas ecosostenibles para el manejo de residuos sólidos.[6]
- Programa de recuperación de fachadas y áreas comunes de quintas y edificios de más de 50 años “Jesús María Bonita” para usuarios con más del 80% de pagos puntuales en sus arbitrios.[7]
- Ejecución del 100% de presupuesto para obras para el distrito – año 2021.[8]

## Reconocimientos

### Como alcalde de Jesús María

#### 2019
- Premio "Modelo EcoIP 2019" otorgado por el Ministerio del Ambiente.[9]

- Premio Nacional "Antonio Brack Egg" otorgado por el Ministerio del Ambiente.[10]

#### 2020
- Premio a las Buenas Prácticas en Gestión Pública (2020) en las categorías: 1) "Cooperación Pública - Privada" (por la práctica “Ecoparque”); 2) “Gestión Ambiental Efectiva" (por la práctica Ecoparque”) ; 3) "Movilidad y Espacios Públicos Sostenibles" (por la práctica "Ecoparque"); y 4) "Movilidad y Espacio Sostenibles." (por la práctica "Jesús María Bonita"), entregado por Ciudadanos al Día (CAD)[11]

#### 2021
- Premio Nacional "La República" otorgado por el Ministerio de Desarrollo e Inclusión Social.[12]

- Premio a las Buenas Prácticas en Gestión Pública (2021) en las categorías: 1) "Servicio de Atención al Ciudadano" (por la práctica “Máxima atención y orientación tributaria”); 2) “Gestión Ambiental Efectiva" (por la práctica Jesús María, rumbo a ser un distrito ecosostenible”) ; 3) "Movilidad y Espacios Públicos Sostenibles" (por la práctica "Jesús María Bonita"); y 4) "Comunicación Pública Efectiva" (por la práctica "Jesús María al Día"), entregado por Ciudadanos al Día (CAD)[13]

#### 2022
- Premio Nacional "Antonio Brack Egg" con mención en "Ecoeficiencia en instituciones públicas, reconocimiento otorgado por el Estado Peruano a los diversos programas ambientales implementados en el distrito.[14]